# Mieczysław Solecki
Mieczysław Solecki (ur. 8 kwietnia 1931 w Warszawie, zm. 19 października 2003) – polski inżynier rolnictwa, poseł na Sejm PRL VII kadencji.

## Życiorys
Uzyskał tytuł inżyniera rolnictwa, pracował w branży rolniczej. W latach 1946–1950 zatrudniony był w państwowych gospodarstwach rolnych w województwie wrocławskim. W 1950 został zatrudniony w Ministerstwie Rolnictwa, gdzie był kolejno naczelnikiem wydziału, wicedyrektorem i dyrektorem departamentu, zasiadał też w kolegium ministerstwa. W czerwcu 1970 został podsekretarzem stanu w Ministerstwie Rolnictwa, a w lipcu 1973 I zastępcą ministra rolnictwa. W listopadzie 1974 został objął funkcję prezesa Zarządu Centralnego Związku Rolniczych Spółdzielni Produkcyjnych. Na VII Zjeździe Polskiej Zjednoczonej Partii Robotniczej został wybrany na zastępcę członka Komitetu Centralnego partii. W 1976 uzyskał mandat posła na Sejm PRL w okręgu Szamotuły. Zasiadał w Komisji Rolnictwa i Przemysłu Spożywczego. W latach 1980–1981 pełnił funkcję I sekretarza Komitetu Wojewódzkiego PZPR w Lesznie, ponadto od lipca do grudnia 1980 kierował Prezydium tamtejszej Wojewódzkiej Rady Narodowej.
Pochowany na cmentarzu Powązki Wojskowe w Warszawie (kwatera B32-14-35). 

## Odznaczenia
- Order Sztandaru Pracy II klasy
- Krzyż Komandorski Orderu Odrodzenia Polski
- Krzyż Kawalerski Order Odrodzenia Polski
- Srebrny Krzyż Zasługi